# Josef Schäch
Josef Schäch (* 4. März 1947 in Wolnzach) ist ein bayerischer Kommunalpolitiker und Unternehmer. Nachdem er im Jahr 2008 zum Landrat von Pfaffenhofen an der Ilm gewählt worden war, wurde er aufgrund einer Finanzaffäre zunächst suspendiert und schließlich im Jahr 2011 seines Amtes enthoben.

## Politik
Von 1990 bis 2008 war er der 1. Bürgermeister (Freie Wähler) der Marktgemeinde Wolnzach. Im März 2008 wurde er zum Landrat des Landkreises Pfaffenhofen an der Ilm gewählt. Er setzte sich gegen den langjährigen Amtsinhaber Rudolf Engelhard (CSU) durch. Trotz seiner Suspendierung am 2. April 2009 bzw. Amtsenthebung am 13. April 2011 im Zusammenhang mit der Wolnzacher Finanzaffäre gelang Schäch bei den Kommunalwahlen am 16. März 2014 sein politisches Comeback als Gemeinderatsmitglied im Markt Wolnzach. Nachdem er 2020 für die Wählergruppe „Gemeinsam für Wolnzach“ erneut in den Marktgemeinderat gewählt worden war, wurde er von diesem zum 2. Bürgermeister gewählt.
Zur Landtagswahl in Bayern 2018 trat Schäch als FDP-Direktkandidat im Stimmkreis Pfaffenhofen a.d.Ilm an, verfehlte mit 25,8 Prozent der Erststimmen als Zweitplatzierter jedoch den Einzug in den Landtag.

## Wolnzacher Finanzaffäre

### Ermittlungen
Am 1. Mai 2008 trat Schäch sein Amt als neugewählter Landrat an. Wenige Monate später beantragte der Markt Wolnzach am 7. Juli 2008 beim Bayerischen Kommunalen Prüfungsverband (BKPV) eine überörtliche Kassen- und Rechnungsprüfung Hierzu kursierten im Landkreis allerlei politisch motivierte Verschwörungstheorien. Das zweiteilige Prüfungsergebnis des BKPV vom 17. März 2009 hatte ergeben, dass Schäch als früherer Bürgermeister für die Marktgemeinde Kassenkredite hatte aufnehmen lassen, die aber laut Haushaltssatzung teilweise über dem zulässigen Höchstbetrag von drei Millionen Euro lagen. Bereits nach Vorliegen des 1. Prüfberichts vom 16. Oktober 2008 leitete die Regierung von Oberbayern ein Disziplinarverfahren gegen Schäch ein und übertrug am 5. November 2008 zugleich ihre Disziplinarbefugnisse auf die Landesanwaltschaft Bayern. Daraufhin leitete die Staatsanwaltschaft Ingolstadt am 30. Oktober 2008 ein Ermittlungsverfahren ein mit dem Anfangsverdacht auf Untreue und Kreditbetrug. Am 2. April 2009 suspendierte die Landesanwaltschaft Landrat Schäch vorläufig aus seinem Dienst.

### Verurteilung
Nach Abschluss der Ermittlungen entschied sich die Staatsanwaltschaft München für ein Strafverfahren. Ihre Anklageschrift vom 28. Januar 2010 umfasste knapp 20 Anklagepunkte. Am Ende der Hauptverhandlung vor dem Landgericht München II. blieben zwei davon übrig. Schäch wurde am 16. Juni 2010 aufgrund der beiden überzogenen Kassenkredite vom Juli 2007 und März 2008 wegen Untreue zu zwei Jahren auf Bewährung und Zahlung einer Geldstrafe von 80.000,00 € verurteilt. Zugleich wurde auch sein Kämmerer verurteilt. Allerdings ohne Bewährung zu drei Jahren Haft, weil dieser laut Prüfbericht darüber hinaus Haushaltsmittel des Marktes Wolnzach in Höhe 31.641 EUR für rein private Zwecke aufgewendet hatte. Das Landgericht sprach Schäch in diesem Zusammenhang frei, von den persönlichen Bereicherungen seines Kämmerers gewusst bzw. diese billigend in Kauf genommen zu haben.

### Verfassungsbeschwerde
Schächs Revisionsantrag vom 9. September 2010 wurde am 13. April 2011 vom Bundesgerichtshof als unbegründet verworfen. Damit wurde er kraft Disziplinargesetz (BayDG) automatisch seines Amtes als Landrat endgültig enthoben. Bei den folgenden Neuwahlen am 31. Juli 2011 wurde Martin Wolf zu seinem Nachfolger gewählt. Schäch reichte am 6. Juni 2011 Verfassungsbeschwerde ein. Am 1. November 2012 gab das Bundesverfassungsgericht seiner Beschwerde statt. Unter Vorsitz von Präsident Andreas Voßkuhle wurden sowohl das Urteil vom Landgericht München als auch vom Bundesgerichtshof aufgehoben (§ 354 StPO). In seiner Entscheidung rügte das Bundesverfassungsgericht die ungenügende Trennung zwischen Schächs formaler Pflichtverletzung einerseits zu einem möglichen Schaden anderseits. (Bestimmtheitsgebot nach Art. 103 Abs. 2 GG) Gleichzeitig wurde das Verfahren wieder an das Landgericht zurückverwiesen.

### Einstellung
In der zweiten Hauptverhandlung vor dem Landgericht München II am 17. September 2014 wies Schäch darauf hin, dass der Marktgemeinderat sehr wohl über die Vorgänge seinerzeit informiert war. Er legte dem Gericht u. a. ein Protokoll aus der Gemeinderatssitzung vom 29. Juli 2007 vor. Darin waren auch die Zinsen aufgeführt, welche die Gemeinde für die Kassenkredite zu zahlen hatte. Weitere Zeugenbefragungen konnten die Vorwürfe der Staatsanwaltschaft gegen Josef Schäch nicht erhärten. Das Landgericht stellte daraufhin am 18. September 2014 das ursprüngliche Strafverfahren gegen eine Geldauflage von 100.000,00 € ein (§ 153 Abs. 1 Satz 2 StPO). Sie begründete die Einstellung damit, dass die „Fortführung des Prozesses und die mögliche Feststellbarkeit einer Schuld sehr gering ist“. Schäch lehnte es ab, den noch ausstehenden Restbetrag von 40.000 € zu begleichen. Er wollte um keinen Preis den Anschein erwecken, dass er sich mit Hilfe einer Geldzahlung freikaufen wollte.
Daraufhin nahm das Landgericht das Strafverfahren zwar nochmals auf, stellte es aber am 9. August 2016 endgültig ein. Die Bewährungsstrafe wurde schlussendlich ganz gestrichen. Das Gericht setzte keine neue Geldauflage fest. Schäch hatte sich damit einverstanden erklärt, die im ursprünglichen Strafverfahren an gemeinnützigen Organisationen bereits überwiesen Beträge in Höhe von 60.000,00 € bei diesen zu belassen.

### Schadensersatzklage
Die Schadensersatzklage des Marktes Wolnzach fand erst 2018 ihren Abschluss.  Die erste Schadensersatzklage aufgrund Schächs Nachtragszahlung 2007 an eine Baufirma in Höhe ca. 85.000 EUR wies das Verwaltungsgericht München in seinem Urteil am 25. September 2018 ab mit Hinweis auf ein fehlendes Gesamtschuldverhältnis aufgrund eines bereits 2009 erzielten Vergleichs.
In der zweiten Schadensersatzklage klagte der Markt aufgrund angeblicher Zinsschäden in Höhe 217.615 EUR und begründete diese mit den von Schäch aufgenommenen Kassenkrediten. Der Vorsitzende Richter schlug eine Vergleichssumme von nur 20.000 EUR vor, „um das Ganze zu Ende zu bringen“. Schäch bestand zwar zuerst auf eine gerichtliche Klärung, stimmte aber im Folgetermin am 18. Dezember 2018 entgegen der Empfehlung seines Anwalts dem Vergleichsvorschlag zu. 90 Prozent der Verfahrenskosten übernahm demnach der Markt Wolnzach. Schäch erklärte sich im Gegenzug bereit 20.000 EUR von den Prüfungsverbandskosten ohne Anerkennung einer Rechtspflicht zu übernehmen. Denn er selbst habe schließlich zur Durchsicht der Wolnzacher Haushalts den Prüfungsauftrag an den Kommunale Prüfungsverband am 7. Juli 2008 unterschrieben.

### Disziplinarverfahren
Das Disziplinarverfahren der Landesanwaltschaft Bayern gegen Josef Schäch wurde im Jahr 2019 wieder aufgenommen, es wurde neu aufgerollt. Im März 2021 wurde das Urteil ausgesprochen, es endete mit der Rehabilitierung vom ehemaligen Landrat von Pfaffenhofen an der Ilm, Josef Schäch. Es wurden dabei alle straf- und disziplinarrechtlichen Vorwürfe gegen ihn entkräftet, da es sich herausstellte, dass nachweislich durch die aufgenommenen Kassenkredite von Josef Schäch als Bürgermeister von Wolnzach (FW, 1990–2008) der Marktgemeinde Wolnzach kein Schaden entstanden war (es war ein formeller Fehler, da die Kassenkredite nicht durch Beschlüsse des Marktgemeinderates Wolnzach abgesichert wurden). Es wurden ihm die entgangenen Bezüge und Pensionsansprüche nachträglich ausbezahlt. Damit wurde klar, dass sich die Vorwürfe gegen Josef Schäch nicht bestätigt haben und er nicht des Amtes als Landrat von Pfaffenhofen an der Ilm enthoben hätte werden dürfen. Mit diesem abschließenden Urteil endete das Verfahren gegen Josef Schäch endgültig.

## Ehrenämter
Schäch ist seit 1998 Aufsichtsratsvorsitzender der Wolnzacher Wohnungsbaugenossenschaft. Sie wurde 1949 gegründet und bietet im Markt Wolnzach verbilligten Wohnraum an mit mittlerweile 122 Sozialwohnungen.